# 92251 Kuconis
92251 Kuconis este o planetă minoră (asteroid), cu un diametru de 9,624 km, din centura de asteroizi. A fost descoperită pe 8 ianuarie 2000 la Experimental Test Site⁠(d) de Lincoln Near-Earth Asteroid Research. 
Obiectul prezintă o orbită caracterizată de o semiaxă mare de 3,1559134124739 UAi, o excentricitate de 0,098673585724863, o înclinație de 13,917956052316 ° în raport cu ecliptica.